# Jag, Claudius
Jag, Claudius (originaltitel: I, Claudius) är en brittisk TV-serie från 1976. Den handlar om kejsar Claudius liv, med Derek Jacobi i titelrollen och regisserad av Herbert Wise. Serien hade 12 avsnitt, varav det första hade dubbel programlängd. Den bygger på Robert Graves romaner Jag, Claudius (1934) och Claudius – guden och hans hustru Messalina (1934).
TV-serien sändes i BBC2 under hösten 1976. Hösten därpå sändes den med svensk textning i Sveriges Television. Då blev det 13 avsnitt istället för 12 avsnitt, på grund av att det extra långa första avsnittet istället delades upp i två.
Redan 1937 gjordes ett försök att filmatisera Graves roman(er). Denna långfilmsproduktion, med Charles Laughton i titelrollen, färdigställdes dock aldrig.

## Medverkande
- Derek Jacobi – Claudius
- Siân Phillips – Livia
- Brian Blessed – Augustus
- George Baker – Tiberius
- John Hurt – Caligula
- Margaret Tyzack – Antonia
- Ian Ogilvy – Drusus
- Frances White – Julia
- John Paul – Marcus Agrippa
- Christopher Guard – Marcellus
- Kevin McNally – Castor
- Patricia Quinn – Livilla
- David Robb – Germanicus
- Fiona Walker – Agrippina
- John Castle – Postumus
- James Faulkner – Herodes Agrippa
- Patrick Stewart – Sejanus
- Stratford Johns – Piso
- Irene Hamilton – Plancina
- John Rhys-Davies – Macro
- Beth Morris – Drusilla
- Sam Dastor – Cassius
- Shiela White – Messalina
- Bernard Hepton – Pallas
- John Cater – Narcissus
- Barbara Young – Agrippinilla
- Christopher Biggins – Nero

## Avsnitt
| Ep. | Originaltitel                      | Originaldatum | Svensk titel                    | Tidsepok                    | Noter                                                                                 |
| --- | ---------------------------------- | ------------- | ------------------------------- | --------------------------- | ------------------------------------------------------------------------------------- |
| 1   | "A Touch of Murder"                | 1976-09-20    | Skuggan av ett mord             | 54 e.Kr, 24 f.Kr, 9–8 f.Kr. | "Family Affairs" (Familjeangelägenheter) betitlades andra halvan av första avsnittet. |
| 2   | "Waiting in the Rings"             | 1976-09-27    | I väntan på entré               | 3–5 e.Kr.                   |                                                                                       |
| 3   | "What Shall We Do About Claudius?" | 1976-10-04    | Vad skall vi göra med Claudius? | 9 e.Kr.                     |                                                                                       |
| 4   | "Poison is Queen"                  | 1976-10-11    | Rör inte fikonen                | 13–14 e.Kr.                 |                                                                                       |
| 5   | "Some Justice"                     | 1976-10-11    | Skuggan av rättvisa             | 19–20 e.Kr.                 |                                                                                       |
| 6   | "Queen of Heaven"                  | 1976-10-25    | Den som delar kejsarens bördor  | 23 e.Kr, 29 e.Kr.           |                                                                                       |
| 7   | "Reign of Terror"                  | 1976-11-01    | Skräckens välde                 | 30–31 e.Kr.                 |                                                                                       |
| 8   | "Zeus, by Jove!"                   | 1976-11-08    | Vid alla gudar!                 | 37–38 e.Kr.                 |                                                                                       |
| 9   | "Hail Who?"                        | 1976-11-15    | Vem står nu i tur?              | 40–41 e.Kr.                 |                                                                                       |
| 10  | "Fool's Luck"                      | 1976-11-22    | Kejsaren är död, leve kejsaren! | 41–43 e.Kr.                 |                                                                                       |
| 11  | "A God in Colchester"              | 1976-11-29    | En ny gud i England             | 47–48 e.Kr.                 |                                                                                       |
| 12  | "Old King Log"                     | 1976-12-06    | Den gamle kejsar träskalle      | 54 e.Kr.                    |                                                                                       |

## Bildgalleri

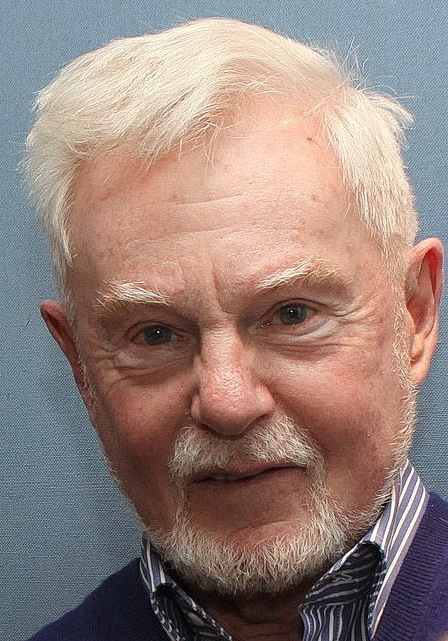
Derek Jacobi spelade Claudius (foto: 2013).
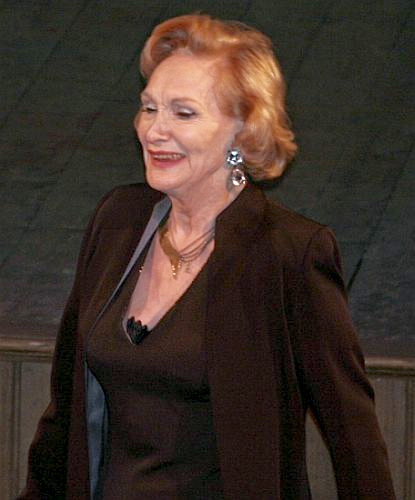
Siân Phillips spelade Livia (foto: 2011).
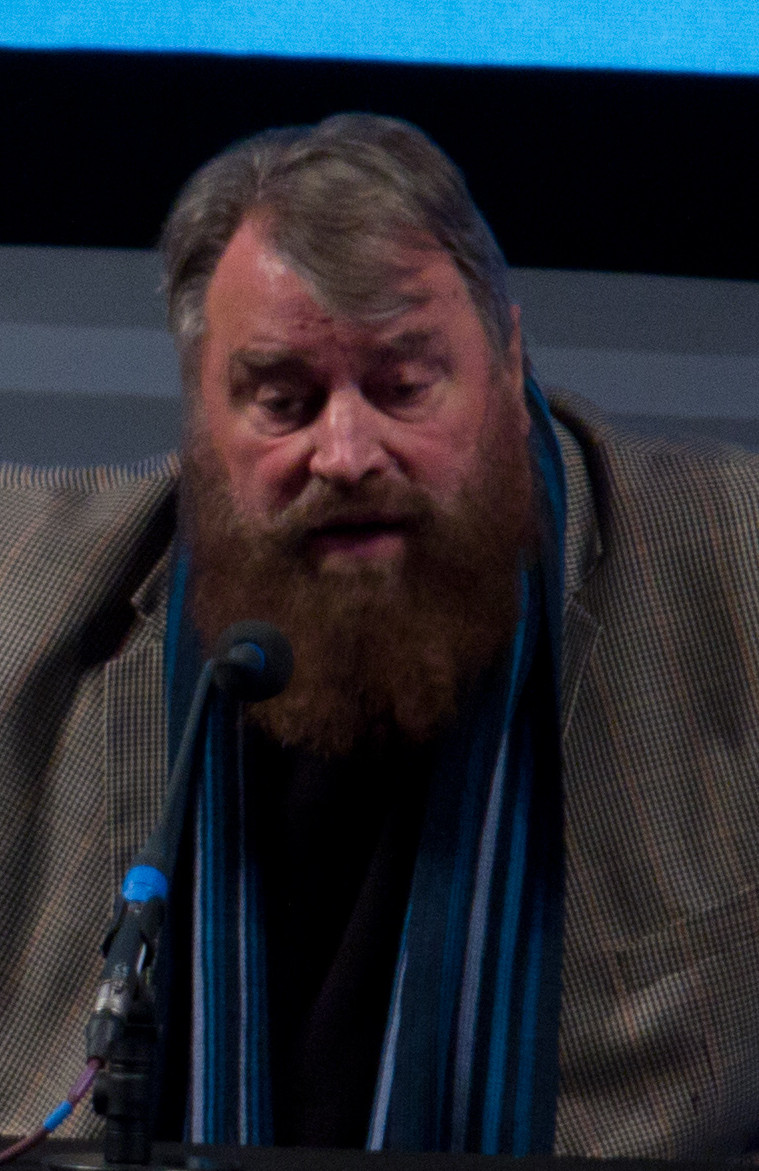
Brian Blessed spelade Augustus (foto: 2012).
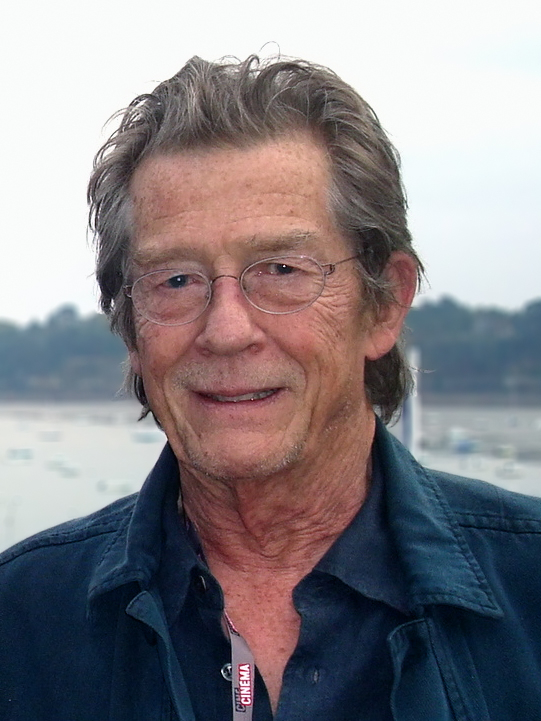
John Hurt spelade Caligula (foto: 2009).
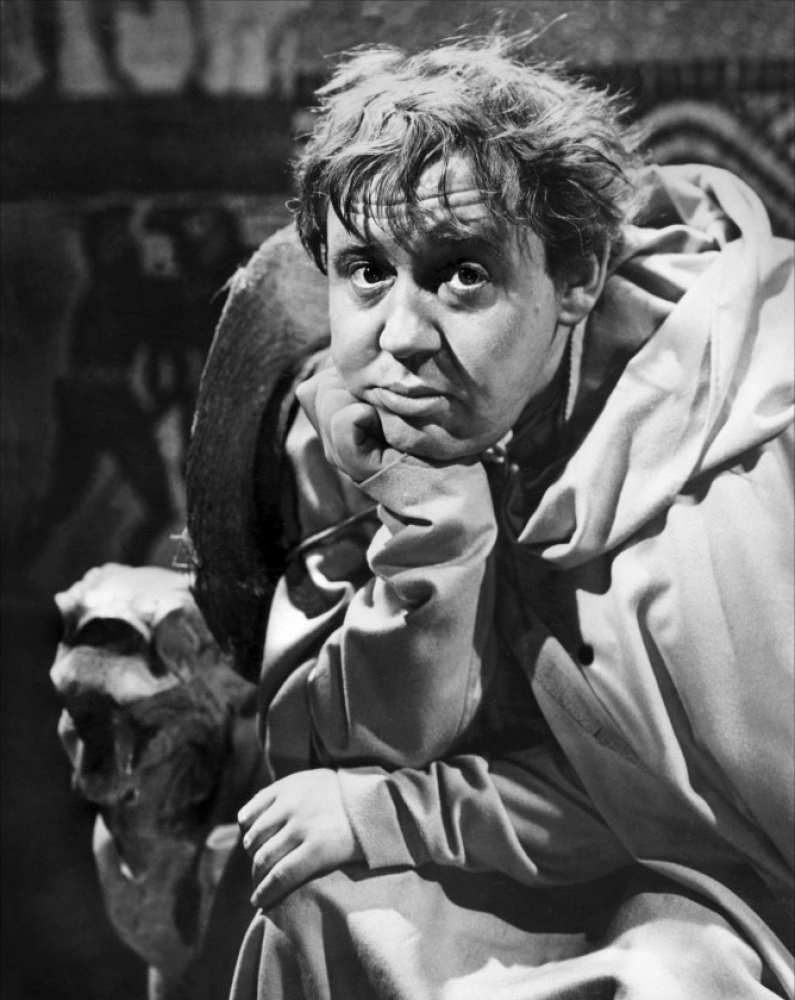
Charles Laughton som Claudius i den oavslutade långfilmsproduktionen från 1937.